# Eleoúsa (kommunhuvudort)
Eleoúsa (Eleousa, Μέγα Μπισδούνι) är en kommunhuvudort i Grekland.   Den ligger i prefekturen Nomós Ioannínon och regionen Epirus, i den nordvästra delen av landet, 300 km nordväst om huvudstaden Aten. Eleoúsa ligger 501 meter över havet och antalet invånare är 3 484.
Terrängen runt Eleoúsa är varierad. Runt Eleoúsa är det mycket tätbefolkat, med 1 056 invånare per kvadratkilometer. Närmaste större samhälle är Ioánnina, 6,9 km sydost om Eleoúsa. Trakten runt Eleoúsa består till största delen av jordbruksmark.